# Cabalgata sarda

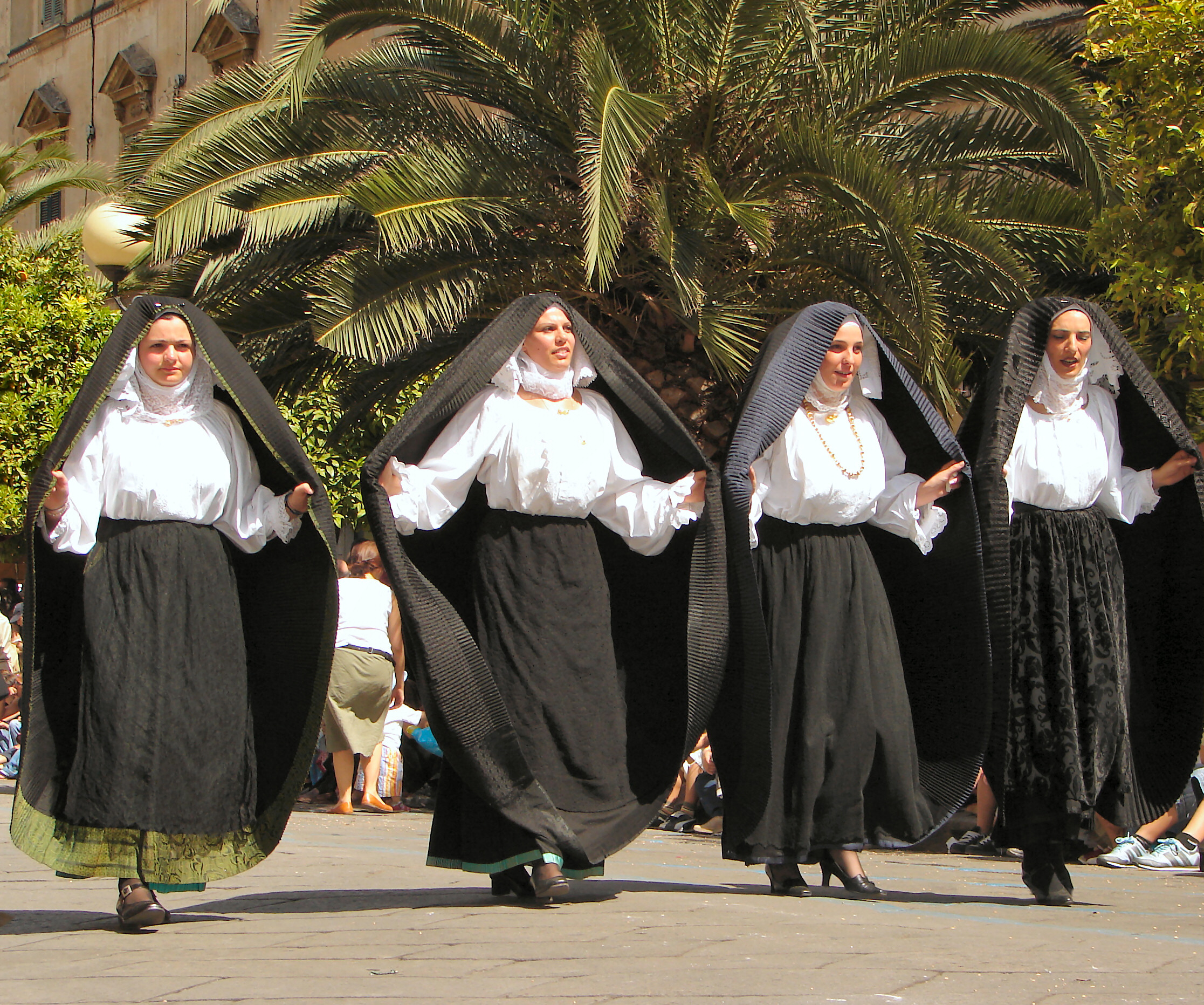
Escena de la celebración de la Cavalcata sarda en Sassari, Cerdeña.

La cabalgata sarda (en italiano: cavalcata sarda) es un antiguo evento cultural y folclórico que tiene lugar en Sassari (Cerdeña, Italia) generalmente el penúltimo domingo de mayo. Es un desfile a pie, a caballo, o con las traccas (los característicos carros decorados con flores y objetos cotidianos), de grupos procedentes de todas partes de Cerdeña. Los participantes llevan el traje típico del lugar de origen, a menudo adornado por minuciosos bordados y joyas de filigrana.
La fiesta sigue por la tarde en el hipódromo de la ciudad donde los caballos y los jinetes se exhiben en arriesgadas pariglie (palabra que procede del latín vulgar parĭcŭla, en español "pareja", dos o más jinetes de pie a lomos de varios caballos que realizan acrobacias al galope). Todo termina por la noche en Piazza d'Italia (la plaza principal de la ciudad) con los cantos y bailes tradicionales, acompañados por las notas de launeddas (instrumento de viento sardo) y acordeones, que se prolongan durante buena parte de la noche.

## Datos históricos
Según el escritor Enrico Costa la primera edición de la Cabalgata se remonta a 1711, cuando el consejo municipal de Sassari, a finales de la dominación española, deliberó «far cavalcata» («hacer la cabalgata») en homenaje al Rey Felipe V de España. En el evento participó toda la nobleza de la ciudad, orgullosa de lucir sus trajes. En cambio, la fiesta que podemos admirar hoy nació en 1899 en ocasión de la visita del entonces Rey de Italia Humberto I acompañado de su mujer la Reina Margarita de Saboya, que llegaron a la ciudad para la inauguración del monumento a Víctor Manuel II que Giuseppe Sartorio había erigido en  Piazza d'Italia. En realidad fue un tributo al Rey por parte del pueblo sardo, gesto que no fue apoyado por todos, al ser Sassari uno de los primeros baluartes antimonárquicos de Italia.
De todos modos, con el paso del tiempo la costumbre se ha ido consolidando, convirtiéndose en un desfile folclórico de los trajes tradicionales de Cerdeña, hasta celebrarse cada año y llegar a ser uno de los eventos culturales y turísticos más conocidos y apreciados de la isla. Aún a día de hoy se congregan numerosos vendedores ambulantes de productos alimentarios típicos sardos y en el hipódromo municipal tiene lugar un espectáculo de las pariglie. En 1982 se organizaron nada menos que dos pariglie, una de ellas en honor a Sandro Pertini, el entonces Presidente de la República Italiana.
La Cabalgata es una de las tres principales fiestas de Cerdeña en la que se reúnen todos los grupos folclóricos de la isla entera, y difiere de la fiesta del Redentore en Nuoro y de la de Sant'Efisio en Cagliari porque es la única que tiene un carácter exquisitamente laico y no anclado en motivos y orígenes religiosos.